# Ephemerum furcatum
Ephemerum furcatum là một loài rêu trong họ Ephemeraceae. Loài này được I.G. Stone mô tả khoa học đầu tiên năm 1996.